# Diospyros multibracteata
Diospyros multibracteata là một loài thực vật có hoa trong họ Thị. Loài này được (Merr.) Bakh. mô tả khoa học đầu tiên năm 1937.